# Stosica aberrans
Stosica aberrans är en snäckart som först beskrevs av C. B. Adams 1850.  Stosica aberrans ingår i släktet Stosica och familjen Rissoidae. Inga underarter finns listade i Catalogue of Life.